# Zoltan (wieś)
Zoltan (węg. Étfalvazoltán) – wieś w Rumunii, w okręgu Covasna, w gminie Ghidfalău. W 2011 roku liczyła 445 mieszkańców.